# Pinus echinata
Pinus echinata, conocido como pino amarillo o pino de hoja corta, es una especie de pino nativa del este y sur de los Estados Unidos, de la mayor parte del estado de Nueva York, del sur hasta el norte de Florida, del oeste al este Oklahoma, y del suroeste hasta el este de Texas. El árbol es variable en forma, a veces recto, a veces torcido, con una copa irregular. Este árbol logra estaturas de 20–30 metros (65–100 ft) con un diámetro de tronco de 0.5–0.9 metros (1 ft 8 in–2 ft 11 in).

## Descripción

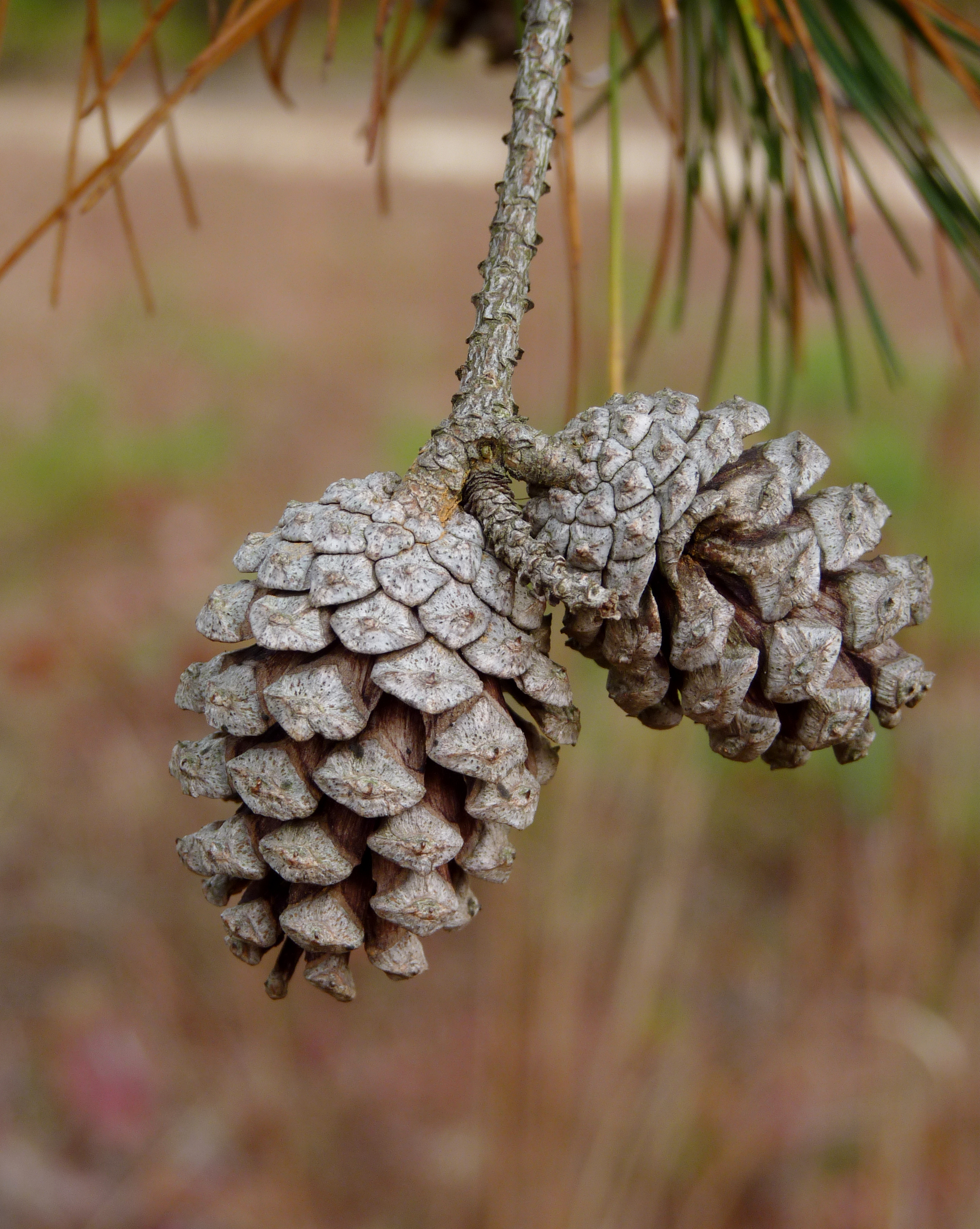
Pinus echinata, piñas

Las hojas son con forma de aguja (aciculares), en forma de dos y tres fascículos unidos, y de 7–11 cm (2,8–4,3 in) ( 3⁄4–4 1⁄4 pulgadas) de longitud. Los conos son de 4–7 cm (1,6–2,8 in) ( 1⁄2–2 3⁄4 pulgadas) de longitud, con escamas finas con una quilla transversal y un corto pedúnculo. Se abren a la madurez, pero son persistentes. Las plántulas de pino de hoja corta desarrollan un brote persistente en forma de J, cerca de la superficie del suelo. El brote axilar y otros brotes se forman cerca de la curva e inician el crecimiento si el tallo superior es muerta por el fuego o se ha cortado.
Árboles de hasta 40 m; tronco de hasta 1,2 m de diámetro, recto; copa redondeada a cónica. Corteza de color marrón rojizo, escamosa, placas con evidentes bolsas de resina.
Este pino es principalmente una fuente de pasta de celulosa y de chapa de contrachapado, así como de madera de construcción por una gran variedad de usos. El pino de hoja corta es uno de los "pinos amarillos " del sur de los EE. UU.; por este motivo recibe tanto la denominación de pino amarillo del sur como la de pino de hoja corta. El pino de hoja corta forma la gamma más grande de "pinos amarillos" del sur de los EE. UU.
Este pino ocupa una variedad de hábitats desde las tierras altas rocallosas hasta las llanuras muy inundadas. A menudo se hibrida de forma natural con el Pinus taeda, hecho por el que se cruzan sus rangos genéticos.